# Rodrick fait sa loi
 (janvier 2024).
Si vous disposez d'ouvrages ou d'articles de référence ou si vous connaissez des sites web de qualité traitant du thème abordé ici, merci de compléter l'article en donnant les références utiles à sa vérifiabilité et en les liant à la section « Notes et références ».
Rodrick fait sa loi est le deuxième tome de la série Journal d'un dégonflé. Il a été écrit et illustré par Jeff Kinney. Le livre, sorti dans sa version originale (en anglais) le 1er février 2008, est publié en français le 27 août 2009.

## Septembre
Greg résume rapidement son été. Il a apparemment commis un méfait qui est secret que seul Rodrick connaît et qu'il a fait partie très brièvement de l'équipe de natation. Pour la rentrée, Greg parvient à se débarrasser de la marque du fromage en l'assignant à un nouveau, Jeremy Pindle. Robert est quant à lui parti en Amérique du Sud. Greg a de plus un correspondant français.  Susan souhaite que Rodrick et Greg soient à la fois plus proches et plus responsables, mais son plan ne se déroulera pas tout à fait comme elle l'avait prévu. Elle leur donne alors des "mamans dollar", une sorte de monnaie de substitution qui servira le temps qu'ils aient vraiment de l'argent de poche. De son côté, Frank a construit une réplique de la guerre Civile, qui le passionne, et en parle à Manu et à Robert. Pour se rapprocher de Greg, il l'emmène au centre commercial chaque samedi. Manu a de plus, cassé la console de jeux de Greg et tenté vainement de se rattraper. Greg doit également préparer une fiche de lecture sur Sherlock Sammy, son héros fétiche, et faire ses devoirs seul, au contraire de Rodrick qui est constamment aidé par Frank.

## Octobre
Chirag Gupta, l'ami de Greg, est finalement revenu s'installer dans le quartier. Greg fait semblant de ne pas le voir, et finit par se retrouver dans le bureau du principal mais celui-ci confond Chirag avec un autre enfant prénommé Sharif. Chirag se réconcilie tout de même avec Greg et Susan renonce à punir son fils quand celui-ci commet un surplus d'honnêteté. En parallèle, l'anniversaire de Robert a lieu et il reçoit un carnet identique à celui de Greg, lequel en profite pour le lire en son absence, mais se rend compte qu'il n'écrit que des stupidités. Plus tard, Frank et Susan partent en week-end et laissent Rodrick et Greg seuls, pendant que Manu part chez sa grand-mère. Rodrick en profite pour enfermer Greg au sous-sol et organise une fête démesurée avec ses copains, mais il oblige Greg à l'aider à nettoyer la porte qu'ils ont endommagée. Ce stratagème ne fonctionnant pas, ils échangent la porte contre celle d'un placard.

## Novembre
Greg  a décidé d'arrêter sa correspondance, ce qu'il regrettera plus tard dans le livre. En se rendant chez Robert, il fait la connaissance de Vincent, lequel est le nouveau baby-sitter du garçon. Vincent est très attiré par un jeu stratégique auquel Greg et Robert deviennent très vite addicts. Susan développe également une passion pour ce jeu. Alors que Susan met fin à son programme de "maman dollar", Greg et Rodrick se disputent pour Thanksgiving car ils ne savent pas lequel des deux devra embrasser une tante en premier. De plus, le collège a décidé de supprimer les cours de musique qui coûtaient trop cher et Susan a donc demandé à Rodrick d'enseigner la batterie à Greg et Robert, ce qui ne se conclura pas comme elle le prévoyait. Greg, enfin, doit rendre un devoir d'histoire et accepte celui que son frère propose de lui vendre, avant de réaliser qu'à cette époque, Rodrick faisait ses devoirs seuls et avait récolté un F.

## Décembre
Les fêtes de Noël approchent. Greg et Rodrick sont finalement découverts. Comme leurs parents savent qu'ils ne peuvent pas leur faire confiance, ils les envoient chez leur grand-père paternel qui vit dans une résidence pour personnes âgées. Plus tard, Rodrick doit préparer un projet scientifique et Greg décide de l'aider. Dans le même temps, Rodrick et Robert, sont, chacun pour des raisons différentes, très pressés à l'idée de participer à un concours de talent. Rodrick veut chanter avec son groupe, obligeant Frank à mettre fin à sa punition plus tôt que prévu. Greg, pour sa part, blesse Robert et doit le remplacer dans un numéro de magie, dans lequel il sera l'assistant d'un petit de CP. Lorsque le professeur de Rodrick lui annonce qu'il devra revoir son projet, celui-ci "négocie" avec Frank, en disant que si son groupe gagne, il laissera tomber l'école. Le jour du concours, Susan filme Rodrick mais s y prend très mal. Quant à Rodrick, il ne gagne pas le concours et révèle alors le secret embarrassant de Greg. Il se trouve que pendant le séjour des garçons à la résidence des loisirs, la maison de retraite où vit leur grand-père, Greg s'est accidentellement retrouvé dans les toilettes des femmes. Mais le temps que Rodrick raconte l'histoire à tout le monde, les détails ont été accidentellement mélangés et qu'il s'est ensuite vu félicité par tous les garçons du collège pour avoir espionné les filles dans les vestiaires du lycée.
Greg décide ensuite d'aider Rodrick pour son projet, après que ce dernier a été humilié par la vidéo de Susan.